# Infoxicació

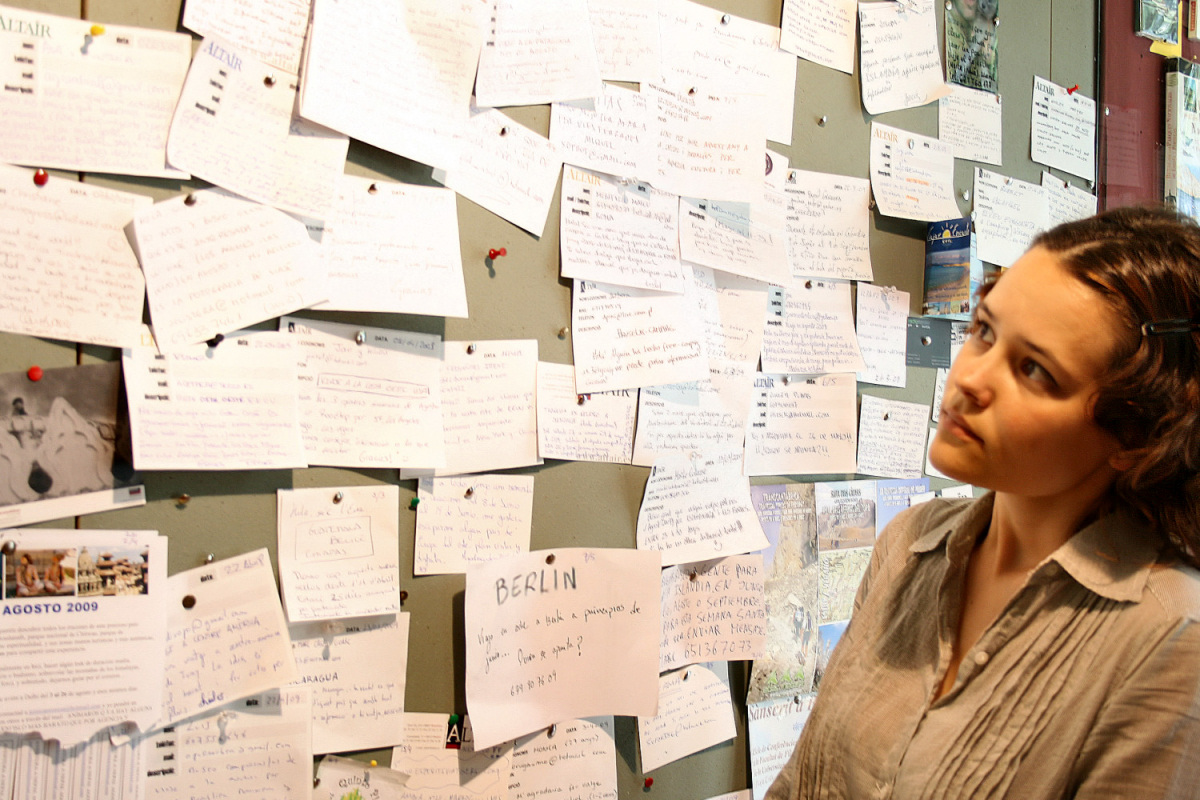
Infoxicació

La infoxicació (en anglès, information overload) és l'excés d'informació que provoca en el receptor una incapacitat per comprendre-la i assimilar-la, per prendre una decisió o per romandre ben informat sobre un tema concret.

## Concepte
Es tracta d'una sobrecàrrega d'informació difícil de processar o de fer-ne una anàlisi conscient i crítica. Aquest excés aboca a un estat d'angoixa, de desconcert i inoperància personal en l'àmbit laboral, formatiu o cultural. Sovint se'l relaciona amb formes de comunicació que ens arriben a través de l'ordinador com ara el correu electrònic, el web o blogs.
El terme equivalent sobrecàrrega informativa (de l'anglès information overload) va ser encunyat el 1970 per Alvin Toffler en el seu llibre Future Shock. El mot en català va ser utilitzat per l'especialista en comunicació Alfons Cornella fent al·lusió a la sobresaturació de la informació, com l'acrònim d'intoxicació per informació. Segons el professor Cornella no es tracta d'absorbir tota la informació que ens arriba sinó de saber-la destriar. Les persones infoxicades serien aquelles que creuen que captant tota la informació que reben estan més informades. El fet d'estar tot el dia connectats a diferents fonts d'informació és el que confon, estressa, irrita i aquesta angoixa és la que infoxica i arriba a limitar la nostra capacitat de comprensió.
L'investigador Herbert Alexander Simon assegura que tanta informació crea una gran manca d'atenció i de decisió i que aquesta abundància d'informació implica una manca d'atenció.
El terme va adquirir especial rellevància el 2003, quan Jakob Nielsen, expert en usabilitat web, va publicar una sèrie d'articles que tracten el tema. La gent fa servir la informació per prendre decisions i adaptar-a les circumstàncies. No obstant això, estudis cognitius han demostrat que hi ha molta més informació que la que els éssers humans poden processar abans que la qualitat de les seves decisions comenci a deteriorar-se. L'excés d'informació es coneix generalment com la sobrecàrrega d'informació o infoxicació i pot portar a la paràlisi en la presa de decisions, ja que la persona no és capaç de fer un judici adequat ni veure el que és més adient. Tot i que la tecnologia ha incrementat clarament el problema, no és l'única causa de la contaminació de la informació. Qualsevol cosa que distregui la nostra atenció dels fets essencials que necessitem per dur a terme una tasca o prendre una decisió podria ser considerat un contaminant de la informació.
L'ús del terme contaminació informativa també crida l'atenció sobre els paral·lelismes entre la revolució de la informació que es va iniciar en l'últim quart del segle xx i la Revolució Industrial dels segles xviii i xix. La contaminació de la informació és vista com l'equivalent de la contaminació ambiental generada pels processos industrials. Alguns autors afirmen que estem davant d'una crisi de la sobrecàrrega d'informació de proporcions mundials, a la mateixa escala de les amenaces que pateix el medi ambient. Altres han expressat la necessitat que el desenvolupament d'una ecologia de la informació per reflectir les pràctiques de la gestió ambiental.

## Problemes
El professor Manel Palencia-Lefler es planteja si aquest excés d'informació, aquesta infoxicació, pot ser l'inici del final del pensament crític. Ens ve tot tan donat, tan mastegat que ja no cal pensar ni decidir, ja està tot pensat i això, segons el professor, és un gran error, ja que a internet només hi ha informació, no hi ha pensament. Segons ell, mai havíem tingut accés a tanta quantitat d'informació i mai havíem estat capaços d'aprendre tan poc. Per tant, seria aconsellable mantenir uns criteris personals a l'hora de rebre o transmetre informació per tal d'evitar la infoxicació amb conceptes o continguts innecessaris.

## Causes generals
Les causes generals de la infoxicació són: la producció i consum d'informació en excés; la repetició de conceptes i dades, l'augment d'aplicacions, xarxes i altres canals que ens fan arribar la informació, com ara el telèfon mòbil, correu electrònic, televisió o RSS; les imprecisions i contradiccions que dificulten la recuperació adequada de la informació, i la manca d'un filtre adequat que ajudi a processar diferents tipus d'informació.

## Solucions
El subministrament d'informació pot estar contaminat quan la seva qualitat baixa o quan la quantitat és massa elevada. Això es pot deure al fet que és inexacta, no està actualitzada o quan té una presentació defectuosa. Per exemple, quan els missatges estan desenfocats, poc clars o quan la informació apareix en documents desordenats, massa detallats i extensos o mal organitzats i que fan que sigui difícil per al lector comprendre el seu significat. Aquest tipus de contaminació informativa es pot abordar en el context de la qualitat de la informació. Un altre exemple es troba a la funció pública. Les lleis i reglaments en molts departaments experimenten canvis ràpids i revisions constants. En aquest sentit, els manuals i altres fonts utilitzades per a la interpretació d'aquestes lleis sovint estan desfasats (de vegades diversos anys després dels canvis) i poden fer que el públic estigui mal informat i que les empreses no compleixin les lleis reglamentàries, i cal saber escollir quines eines ens donaran la informació que volem. La possibilitat de crear llistes a les principals xarxes socials, d'utilitzar marcadors o consultar les pàgines que mereixen la nostra confiança facilita una millor administració de la informació.